# 戴帽子的女人
《戴帽子的女人》 （La femme au chapeau）是亨利·馬蒂斯在1905年繪成的一幅油畫，其上的女性是馬蒂斯的妻子艾米麗（Amelie）。此畫繪成後在同年秋季與其他一些野獸派畫家的作品一起展出於秋季沙龍。
法國藝術評論家路易·沃克塞爾對這幅畫有較高的評價，在看過當年的展覽之後，他評價道：“就像是一群野獸里的多納泰羅”（Donatello chez les fauves...）。這句評語刊登在1905年10月17日的《吉爾·皮拉斯》上 ，後來由此衍生出“野獸派”（Fauvism）一詞。
如同沃克塞爾指出的一樣，雖然其他同時在秋季沙龍展出的畫作大多沒得到什麼好評，馬蒂斯的這幅畫卻頗受歡迎。此畫被利奧和格特魯德·斯泰因買下。考慮到馬蒂斯當時很難賣出一幅畫的狀況，這給予了他極大的鼓勵。